# Albrecht Kellerer
Albrecht Maria Kellerer (* 13. Oktober 1935; † 31. Juli 2022) war ein deutscher Strahlenbiologe. Er war Professor für Strahlenbiologie an der Ludwig-Maximilians-Universität München.

## Werdegang
Albrecht Kellerer legte im Jahr 1953 die Abiturprüfung am Maximiliansgymnasium München ab. Er studierte Physik und Strahlenbiologie. Von 1975 bis 1991 leitete er das Institut für Medizinische Strahlenkunde der Julius-Maximilians-Universität Würzburg. Anschließend wechselte er als Leiter des Instituts für Strahlenbiologie an die GSF – Forschungszentrum für Umwelt und Gesundheit und wurde außerdem Professor und Leiter des Strahlenbiologischen Instituts an der Medizinischen Fakultät der Ludwig-Maximilians-Universität München. Am 1. April 2004 gab Albrecht Kellerer seine Abschiedsvorlesung. Nachfolger am Institut für Strahlenbiologie wurden kommissarisch zunächst Ernst Schmid und später Friederike Eckardt-Schupp.
Die Schwerpunkte der Arbeit Albrecht Kellerers waren Strahlenphysik, Mikrodosimetrie, Abschätzung des Strahlenrisikos und die Einführung mathematischer Methoden in die Strahlenbiologie.
Albrecht Kellerer war Mitglied der deutschen Strahlenschutzkommission in den Jahren 1983–1990, 1992–1998 und 1999–2004 und in den Jahren 1989 und 1990 deren Vorsitzender. Ihm wurden im Jahr 1969 der Marie-Curie-Ring der Deutschen Röntgengesellschaft und 1985 die Röntgen-Plakette der Stadt Remscheid verliehen.
Albrecht Kellerer war der Bruder des Mathematikers Hans-Georg Kellerer.